# Marten van Cleve

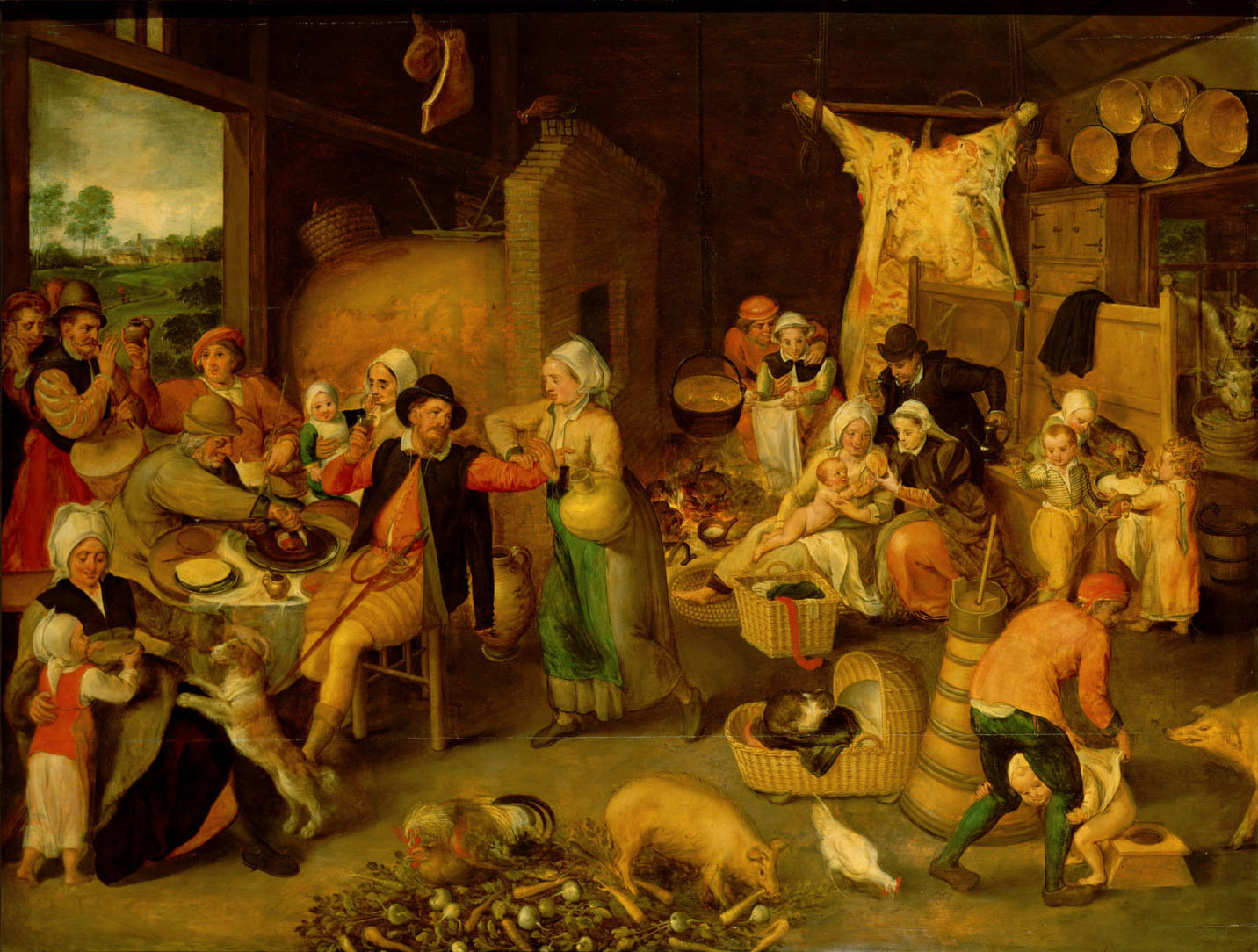
Uma Família Flamenga, ca. 1555-60.

Marten van Cleve (c. 1527 – antes de 24 de novembro de 1581), também designado por Martin van Cleve, Maerten van Cleve e  Martin van Cleef, foi um pintor e desenhista flamengo que esteve activo em Antuérpia entre 1551 e 1581. É por vezes referido como "o Pai" para o distinguir do seu filho Marten (antes de 1560–depois de 1604). 
Nasceu em Antuérpia, filho de Willem van Cleve, e foi irmão mais novo de Hendrick Van Cleve III e irmão mais velho de Willem van Cleve (filho).
Marten van Cleve estudou com Frans Floris, e ao princípio tinha uma especial predilecção por pintura de paisagens. Mais tarde, contudo, persuadido por Hendrick, dedicou-se completamente à pintura de pessoas. Os assuntos históricos eram os seus preferidos, mas também atingiu sucesso na pintura de género. Esta última foi estigmatizada como vulgar, mas ainda que grosseira, reflectia a vida camponesa dos flamengos. Após algumas tentativas iniciais de composições de grandes dimensões à maneira italiana de Floris, passou a pintar apenas pequenos quadros.
Marten van Cleve pintava nas paisagens as figuras de muitos contemporâneos eminentes, como Pierre Gilles e Franz Floris, e colaborou continuamente com o seu irmão Hendrick com este tipo de pintura. Hendrick de forma recíproca acrescentava às obras com figuras humanas de Marten as paisagens de enquadramento, sendo corrente esta ajuda mútua entre pintores, mesmo não sendo familiares, que se especializavam numa temática. Em muitos dos seus trabalhos, Marten pintou, como marca, um pequeno macaco, brincando com o seu próprio nome, e em consequência tem sido frequentemente chamado de "Mestre do Macaco". Foi admitido na Academia de Antuérpia, e em 1551 tornou-se membro da Guilda dos Artistas de S. Lucas. Nunca saiu do país onde nasceu, a Flandres, e morreu de gota aos cinquenta anos, deixando quatro filhos, todos eles pintores.
Segundo a RKD, o pintor flamengo Hans Jordaens foi seu aluno.
Em 2014 foi publicado em alemão um catálogo das pinturas e desenhos de Marten van Cleve.

## Obras
Apresentam-se a seguir algumas das obras de Marten van Cleveː

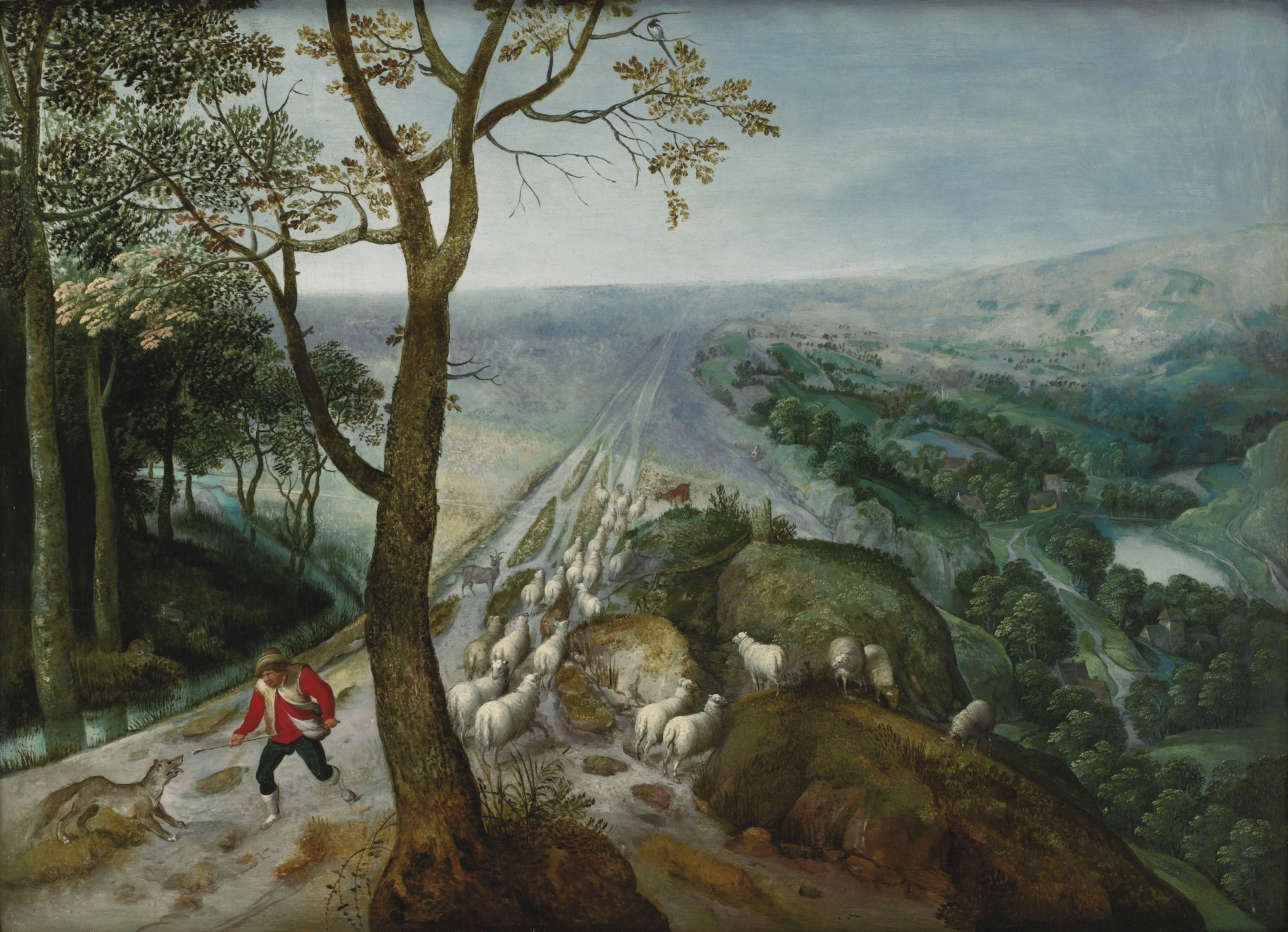
O Bom Pastor
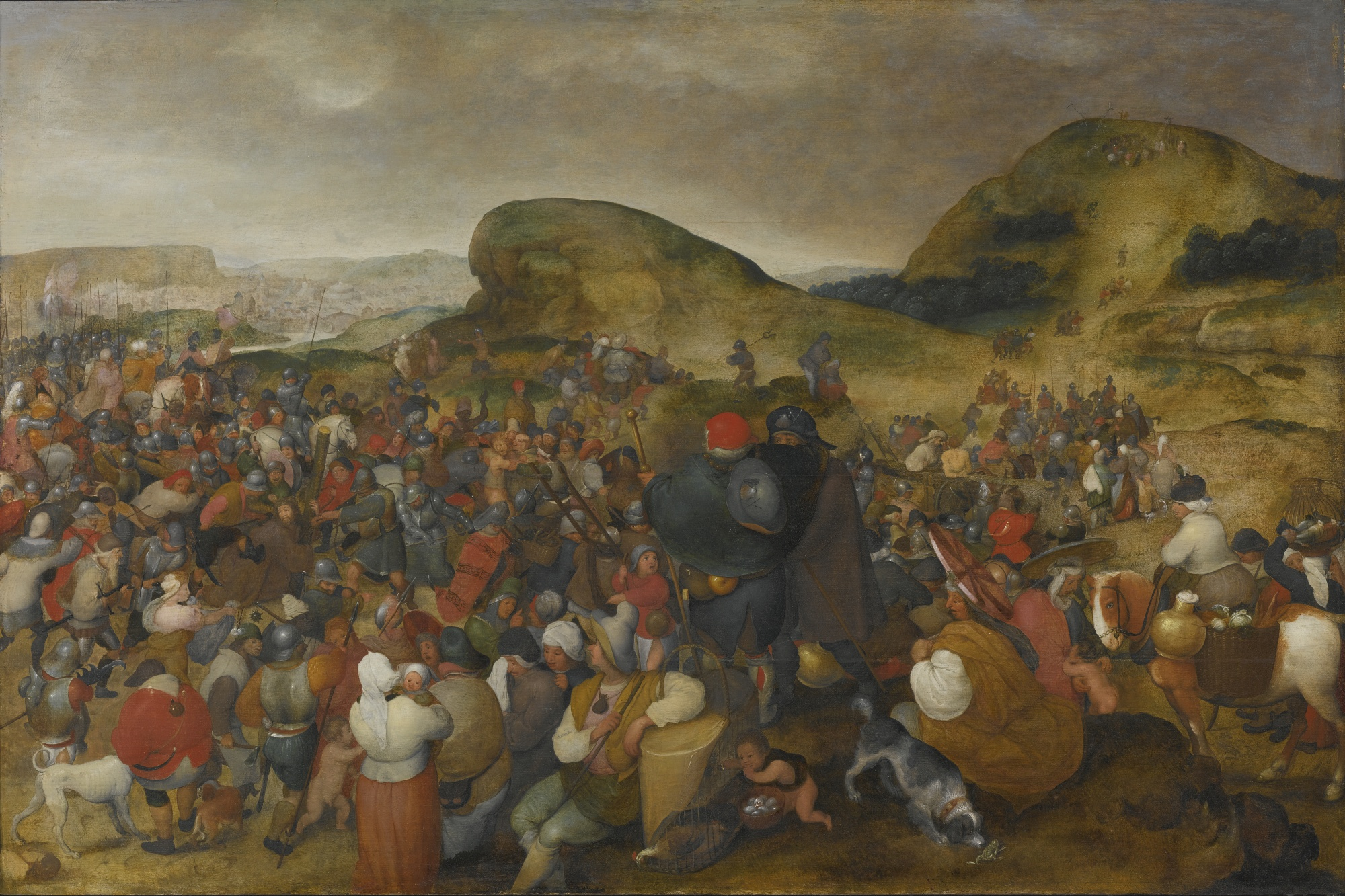
Cristo a caminho do Calvário
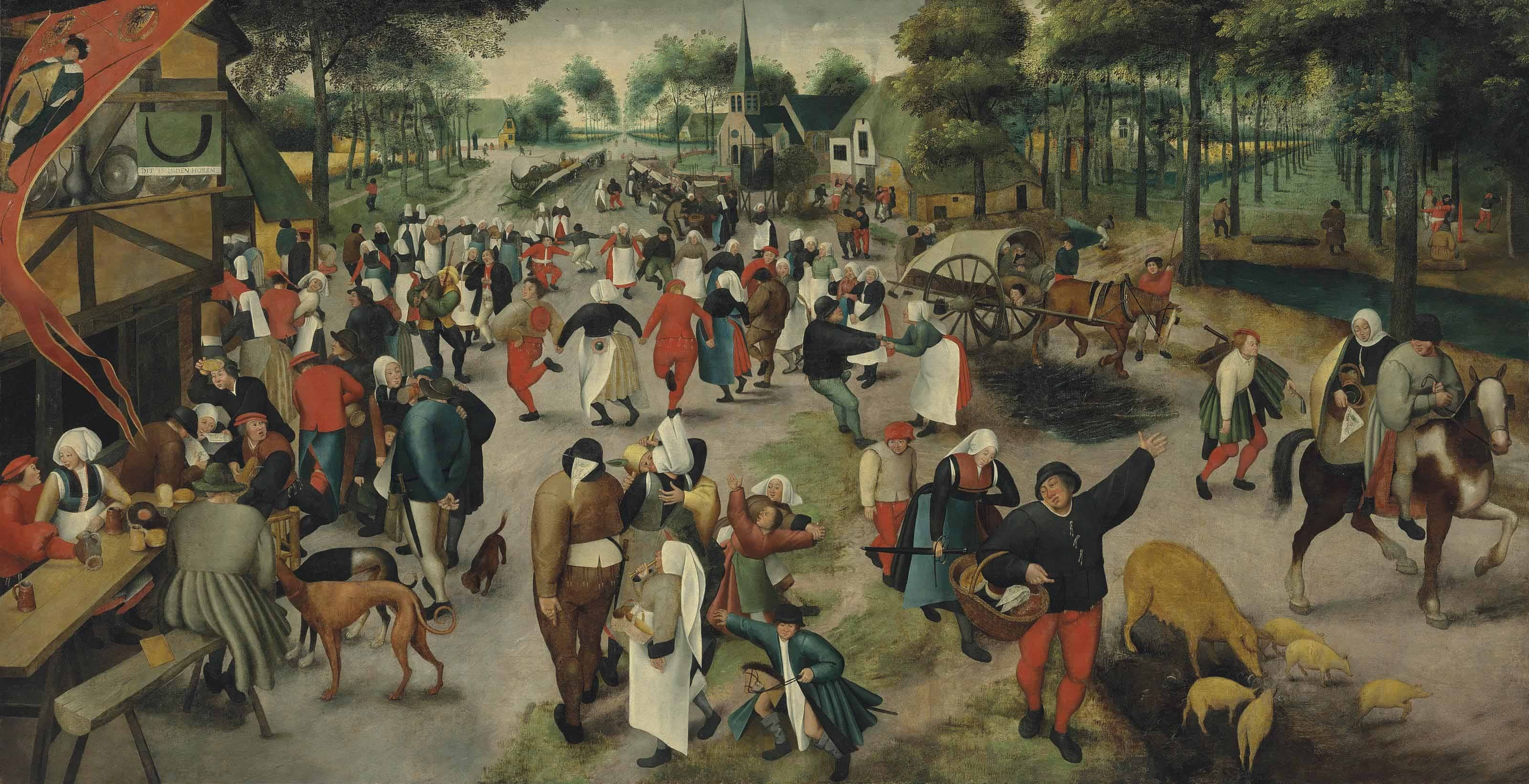
Dia de S. Jorge